# Benjamin Crotty
Benjamin Crotty est un réalisateur et acteur américain né en 1979.

## Biographie
Benjamin Crotty, diplômé de l'université Yale en 2002, a suivi des études de cinéma au Fresnoy - Studio national des arts contemporains. Il a réalisé ou coréalisé plusieurs courts métrages.
Son premier long métrage, Fort Buchanan - production franco-tunisienne -, est sorti en juin 2015.

## Filmographie

### Réalisateur

#### Courts métrages
- 2008 : Visionary Irak (coréalisateur : Gabriel Abrantes)
- 2011 : Liberdade (coréalisateur : Gabriel Abrantes)
- 2012 : Fort Buchanan : hiver
- 2016 : Collapse ! Chroniques d'un monde en déclin (TV)
- 2017 : Division Movement to Vungtau (coréalisateur : Bertrand Dezoteux)
- 2018 : Le discours d'acceptation glorieux de Nicolas Chauvin

#### Long métrage
- 2015 : Fort Buchanan